# Adam Patachich

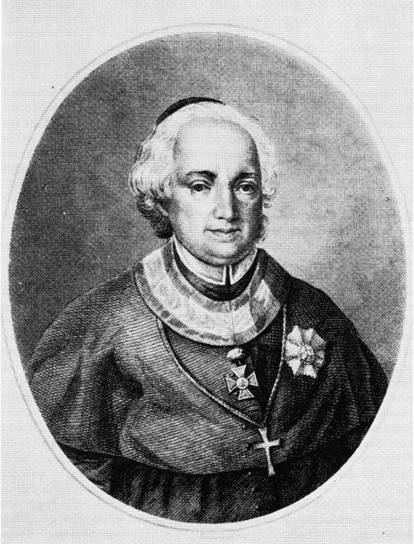
Bischof Adam Patachich, zeitgenössischer Stich

Baron Adam Patachich de Zajezda (kroatisch: Patačić, ungarisch auch: Patacsics) (* 18. Februar 1716 in Hrenetic; † 19. Juli 1784 in Kalocsa) war ein adeliger kroatischer römisch-katholischer Bischof von Großwardein und danach Erzbischof von Kalocsa.

## Ausbildung (bis 1739)
Baron Patachich wurde am 18. Februar 1716 in Hrenetic geboren, wo die Familie eine Kurie hatte. Er begann seine kirchliche Karriere nach dem Studium an den Universitäten in Agram und Graz mit dem Besuch des Collegium Croaticum in Wien (wo er dem Kaiser eine Arbeit widmete) und 1735 zum Dr. phil. promoviert wurde.
Ab November 1735 studierte er in Rom am Pontificium Collegium Germanicum et Hungaricum de Urbe. Adam Patachich verbrachte fruchtbare Studienjahre in Rom. Unter dem Namen Syrasius Acrotophoricus war er Mitglied der Accademia dell’Arcadia. Zeit seines Lebens verfasste er Gedichte in lateinischer Sprache. Gleich nach Abschluss seines Studiums am Collegium Germanicum et Hungaricum mit dem theologischen Doktorat kehrte er 1739 in die Heimat zurück.

## Frühe Tätigkeit (1740–1759)
Im Jahre 1740 wurde er Abt von Ábrahám, 1741 Kanoniker an der Kathedrale des Hl. Stephan in Agram (bis 1759), 1751 königlich ungarischer Titularbischof von Novi (electus episcopus Noviensis) und Rat bei der Ungarischen Hofkanzlei.

## Bischof von Großwardein (1759–1776)
Am 29. August 1759 erhielt er die Ernennung zum Bischof von Großwardein und Erbobergespan (főispán) des Komitats Bihar.
In Großwardein fand Patachich eine wirklich hübsche Kirche vor. Die Arbeiten an den Gebäuden der Kurie, des Bischofspalastes und der Kanoniker der Kathedrale waren, entworfen vom Italiener Giambattista Ricca, durch seinen Vorgänger, Bischof Pál Forgách, veranlasst worden.
Bischof Patachich verwandelte seine Residenz in Großwardein in ein kleines ungarisches Arkadien, zu dem Poeten, Musiker und Theaterkünstler aus dem ganzen Reich strömten. Er gründete ein richtiges Theater, das unter der Leitung so berühmter Kapellmeister wie (1760–1762) Michael Haydn und (1765–1769) Karl Ditters zahlreiche Opern aufführte. 1769 mussten Orchester und  Theater aufgrund eines Befehls der ungarischen Königin Maria Theresia aufgelöst werden.
Während seiner Jahre in Großwardein blieb Patachich in Kontakt mit Rom, so schickte er regelmäßig Tokajer-Wein an den Kardinal Albani.

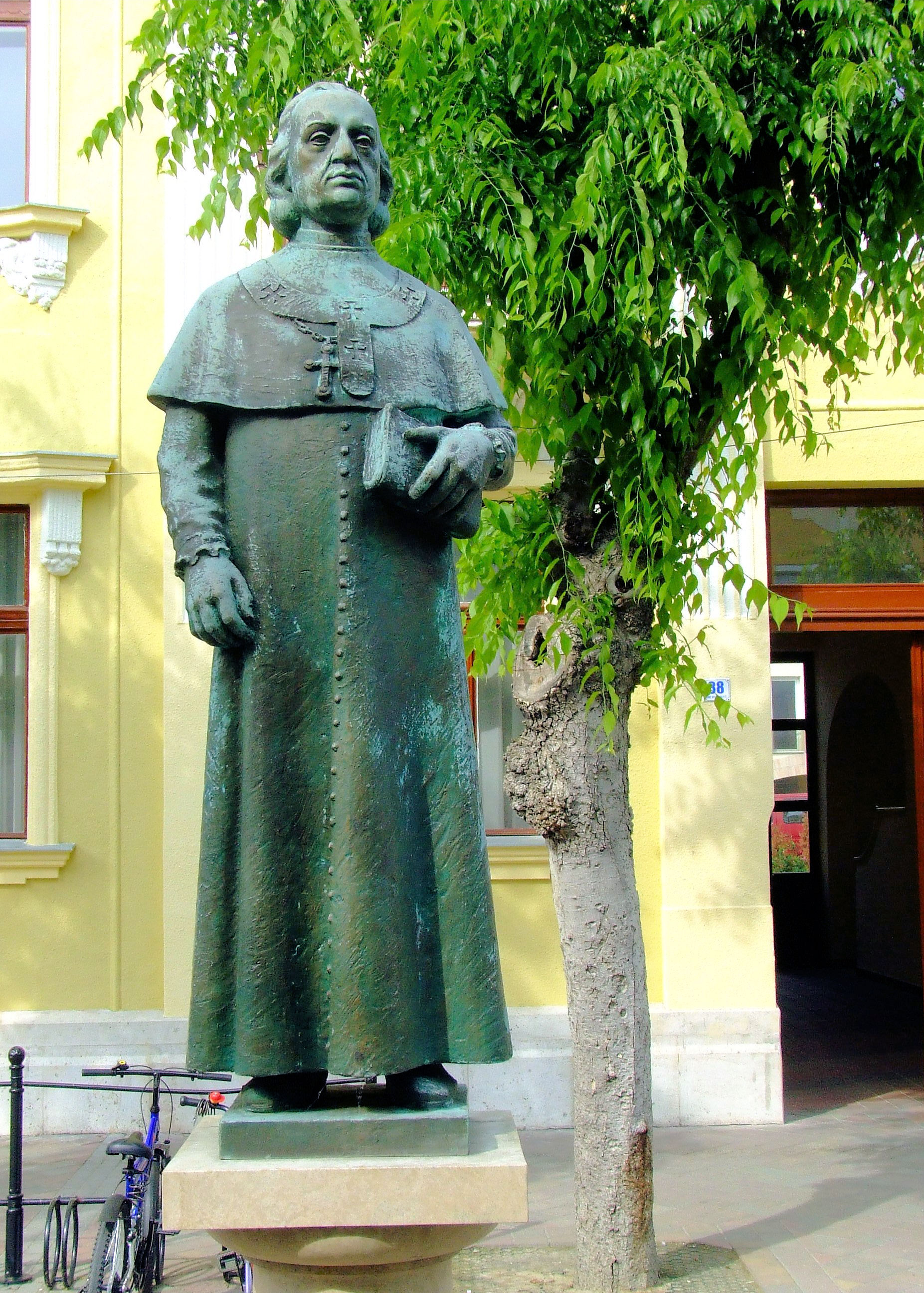
Statue von Erzbischof Adam Patachich (1716–1784) vor der von ihm begründeten Bibliothek (von Vince Bocskai, 2000)

## Erzbischof von Kalocsa (1776–1784)
Nach seiner Zeit in Großwardein wurde Adam Patachich am 16. September 1776 (wie schon 1733–1745 sein Onkel Gabriel) zum Erzbischof von Kalocsa berufen.
In Kalocsa ließ er den Zentralbau und den Ostflügel des Bischöflichen Palastes vollenden und umgab den ganzen Baukomplex mit Gartenanlagen. Patachich wollte aus seiner Residenz ein wahres „Arkadien“ schaffen.
1784 begründete Patachich aus den teils mittelalterlichen Buchbeständen des Klosters und seiner über 17.000 Bände umfassenden Privatsammlung die bischöfliche Bibliothek, die, von seinen Nachfolgern weiter ausgebaut, heute über 140.000 Bände umfasst, darunter auch unschätzbar wertvolle Kodizes.

## Werke
- Adam Patachich: Dictionarium latino—illyricum et germanicum (Manuskript, 1772–1779. 1146 Manuskriptseiten (meist Kajkavisch))[5]